# What Birds Know
What Birds Know är en webbserie på engelska, berättad av två svenska serieskapare, Emelie Friberg och Mattias Thorelli. Serien påminner om en Disney-film i stilen och sättet den är berättad på, men den riktar sig inte till barn utan till ungdomar och vuxna. 
Den handlar om tre unga tjejer, bästisar sedan barndomen, som ger sig ut i skogen på ett skoluppdrag, men där stöter de på ett mystiskt gammalt torn som gömmer många hemligheter. Serien utspelar sig i fantasy-miljö, men lägger störst vikt vid de olika figurernas relationer och känslor, snarare än vid traditionella fantasy-aktiga element såsom magi, alver och svärdsfäktning.
Serien uppdateras varje vecka med 1-5 sidor. Första seriesidorna utkom den 30 november 2005.